# Erin Gruwell
Erin Gruwell (Glendora, 15 agosto 1969) è un'insegnante e scrittrice statunitense, conosciuta per aver pubblicato il libro The Freedom Writers Diary, da cui è stato realizzato il film del 2007 Freedom Writers.